# كازوشي كيمورا
كازوشي كيمورا (باليابانية: 木村 和司) (19 يوليو 1958 في هيروشيما في اليابان – )؛ هو لاعب كرة قدم ياباني سابق كان يلعب كلاعب وسط. سبق له أن لعب مع منتخب اليابان.

## وصلات خارجية
- كازوشي كيمورا على موقع الاتحاد الدولي (مؤرشف)  (الإنجليزية)
- كازوشي كيمورا على موقع رابطة كرة القدم اليابانية للمحترفين (اليابانية)
- كازوشي كيمورا على موقع قاعدة بيانات كرة القدم.إي يو (الإنجليزية)
- كازوشي كيمورا على موقع ناشيونال فوتبول تيمز (الإنجليزية)
- كازوشي كيمورا على موقع Soccerway.com (الإنجليزية)
- كازوشي كيمورا على موقع عالم كرة القدم.نت (الإنجليزية)
- National Football Teams
- Japan National Football Team Database